# Jan Wojewnik

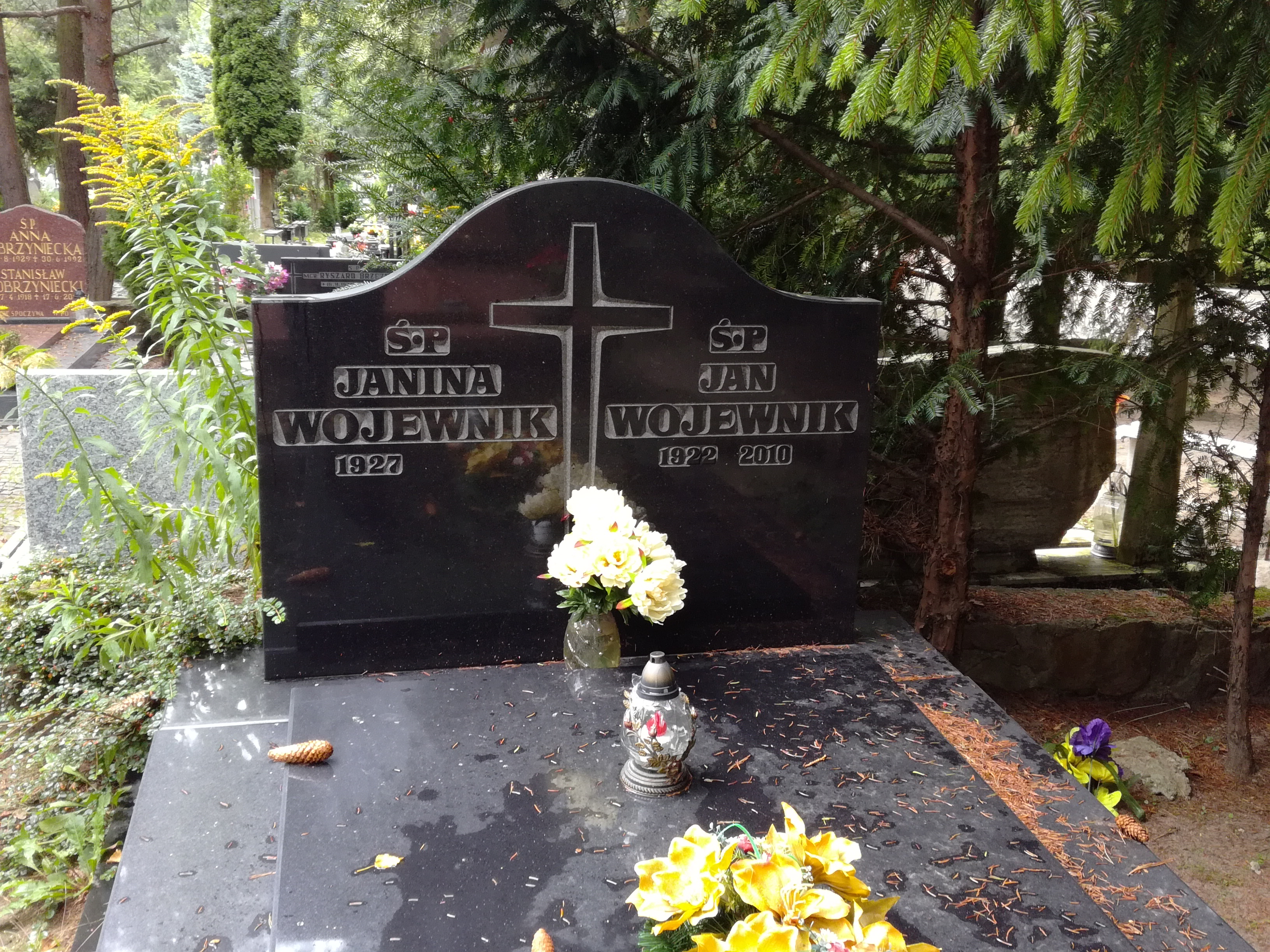
Grób prof. Jana Wojewnika na Cmentarzu Łostowickim

Jan Wojewnik (ur. 3 listopada 1922, zm. 17 kwietnia 2010) – polski ekonomista, prof. dr hab.

## Życiorys
W czerwcu 1959 r. obronił doktorat na Wydziale Morskim Wyższej Szkoły Ekonomicznej w Sopocie (promotorem pracy pt. Lokalizacja portów rybackich w Polsce był prof. Józef Kulikowski). Był wykładowcą Wyższej Szkoły Ekonomicznej w Sopocie w stopniu docenta. Zajmował w niej stanowiska: kierownika Katedry Ekonomiki Przemysłu Rybnego, prodziekana Wydziału Morskiego, w roku akademickim 1968/1969 - dziekana Wydziału Przemysłu Wyższej Szkoły Ekonomicznej w Sopocie, w roku akademickim 1969/1970 - rektora. Od 1970 do 1972 był prorektorem ds. nauki Uniwersytetu Gdańskiego. Od 1970 do przejścia na emeryturę w 1992 pełnił funkcję dyrektora Instytutu Ekonomiki Produkcji Wydziału Zarządzania Uniwersytetu Gdańskiego. W okresie pracy w Instytucie kierował pracami badawczymi z dziedziny ekonomiki przemysłu i ekonomiki budownictwa. Z jego inicjatywy pracę w Instytucie podjęli prof. Jerzy Bieliński, prof. Krystyna Dziworska, prof. Leszek Pawłowicz, prof. Joanna Senyszyn, prof. Wojciech Żurawik, dr Adam Giersz i dr Andrzej Popławski. 
Pochowany na cmentarzu Łostowickim w Gdańsku (kwatera 125-2-1).

## Ważniejsze publikacje
- Czynniki lokalizacji morskich portów rybackich, na przykładzie Gdyni, Swinoujścia, Władysławowa i Łeby (Sopot, Wyższa Szkoła Ekonomiczna, 1962)
- Ekonomika przemysłu rybnego (Łódź, PWN, 1972)
- Ekonomika i programowanie rozwoju przemysłu (Warszawa, PWN, 1976)
- Ekonomika i organizacja przedsiębiorstwa przemysłowego (red., Warszawa, PWN, 1984)
- Analiza i ocena uwarunkowań popytu inwestycyjnego z punktu widzenia rozmiarów, struktury i ekonomicznej efektywności inwestycyjnej przedsiębiorstw (z Krystyną Dziworską, Henrykiem Roedingiem, Anną Górczyńską i Barbarą Pionk) (Warszawa, Szkoła Główna Planowania i Statystyki. Instytut Funkcjonowania Gospodarki Narodowej, 1988)

## Ordery i odznaczenia
- Krzyż Kawalerski Orderu Odrodzenia Polski (1973)[9]